# Pamares parvus
Pamares parvus is een insect uit de familie van de mierenleeuwen (Myrmeleontidae), die tot de orde netvleugeligen (Neuroptera) behoort. 
Pamares parvus is voor het eerst wetenschappelijk beschreven door Mansell in 1990.